# Sint-Amanduskerk (Kwaremont)

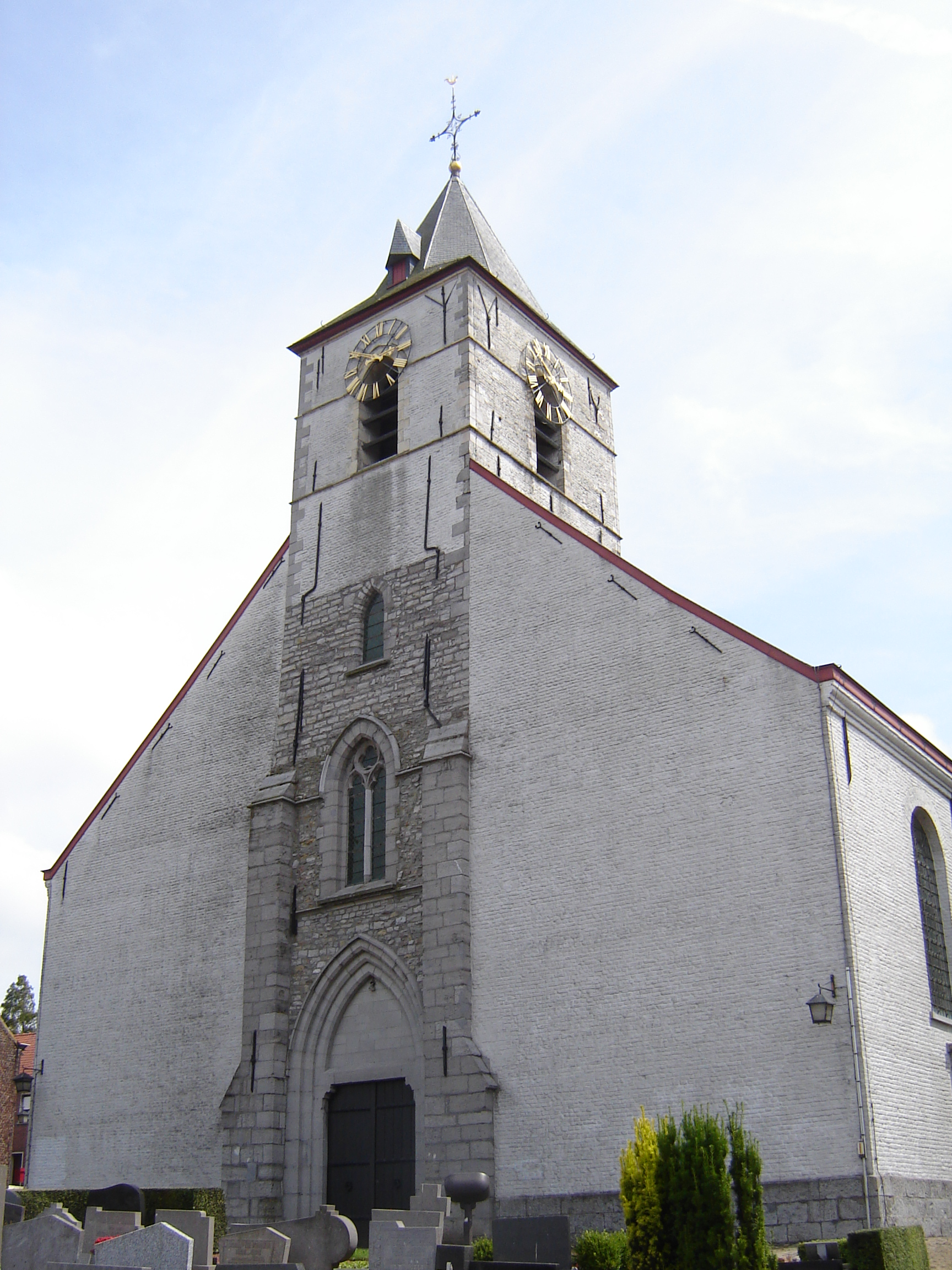
Sint-Amanduskerk

De 'Sint-Amanduskerk is de parochiekerk van de tot de Oost-Vlaamse gemeente Kluisbergen behorende plaats Kwaremont, gelegen aan het Kwaremontplein.

## Geschiedenis
In 1119 was voor het eerst sprake van een capella te Kwaremont. Deze was afhankelijk van de parochie te Berchem en het patronaatsrecht berustte bij de Abdij van Saint-Thierry nabij Reims.
Wellicht werd in de 14e eeuw een vieringtoren in vroeggotische stijl gebouwd. In de 17e eeuw werd de toren met een gotische klokkengeleding verhoogd. In 1788-1789 werd een nieuwe kerk gebouwd met behoud van de vieringtoren. De kerk werd nu echter naar het zuiden georiënteerd. De kerk werd beschadigd tijdens de Tweede Wereldoorlog en in 1952-1953 werd de kerk hersteld.

## Gebouw
Het betreft een eenvoudige driebeukige kerk met ingebouwde noordtoren, die voorheen een vieringtoren was. De kerk is geheel gewit, behalve de voorzijde van de ingebouwde toren. De onderste drie geledingen zijn van Doornikse steen, breuksteen en blauwe hardsteen.

## Interieur
Het interieur is voornamelijk in classicistische stijl.
De kerk bezit een schilderij: Aanbidding der koningen (4e kwart 17e eeuw) en een Verloving van de Maagd (18e eeuw). In het portaal bevindt zich een 18e eeuws gepolychromeerd Sint-Amandusbeeld. De preekstoel is 18e-eeuws en er is een biechtstoel van 1778. Het overige kerkmeubilair stamt voornamelijk uit de 2e helft van de 19e eeuw. Het orgel van Joseph De Prez werd er geplaatst ca. 1890.

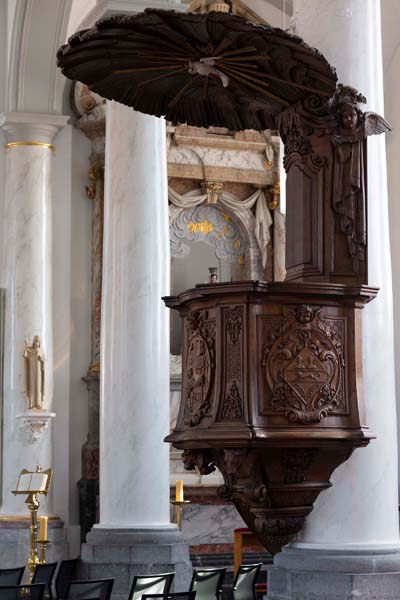
Preekstoel
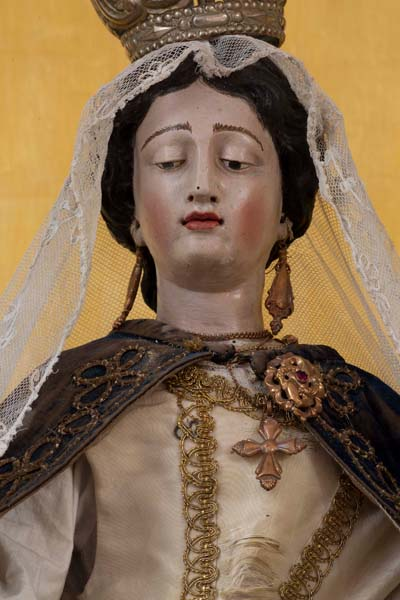
Madonna
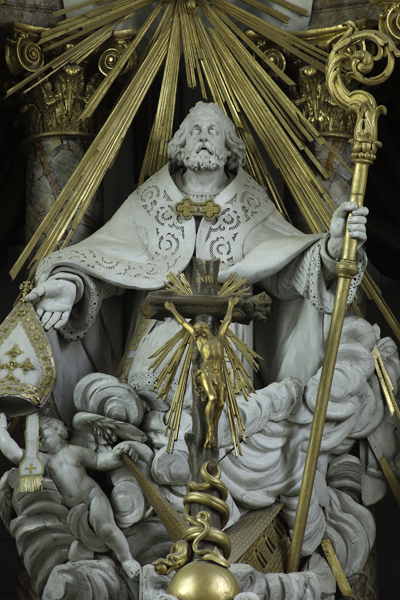
Hoofdaltaar
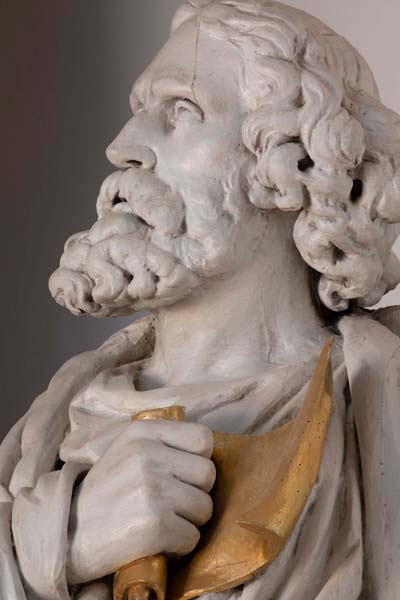
Paulus
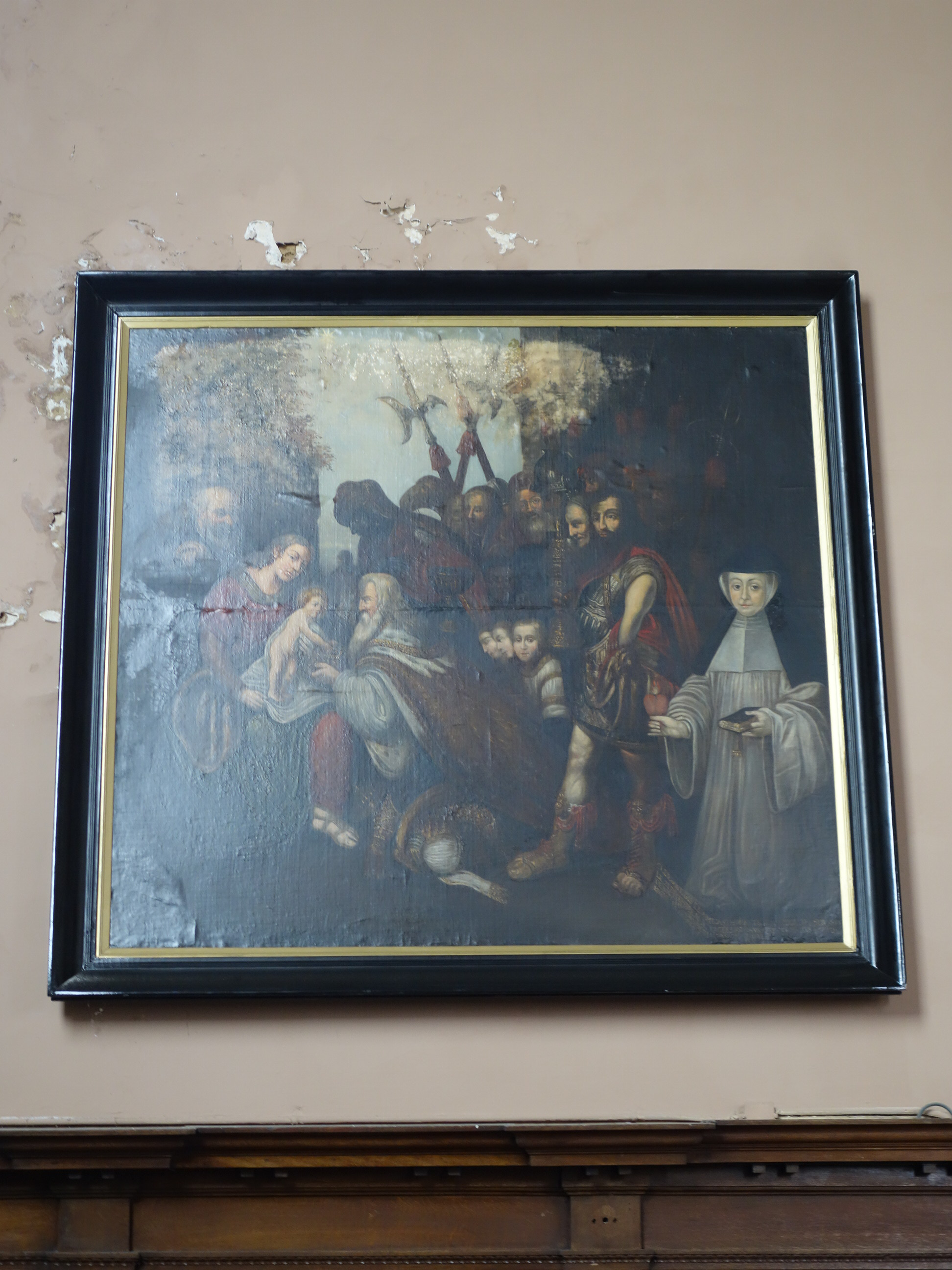
Aanbidding der koningen

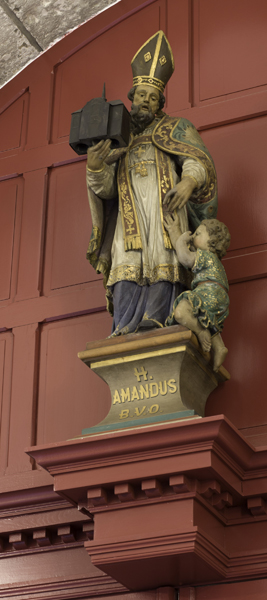
H. Amandus
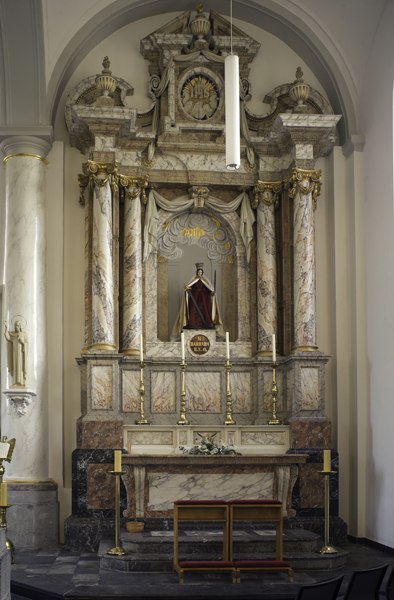
Zijaltaar met H. Barbara
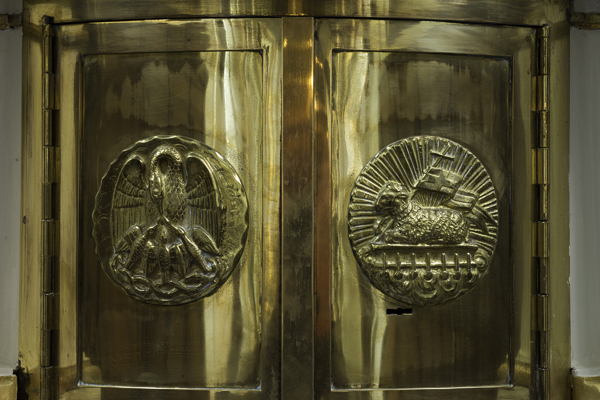
Hoofdaltaar
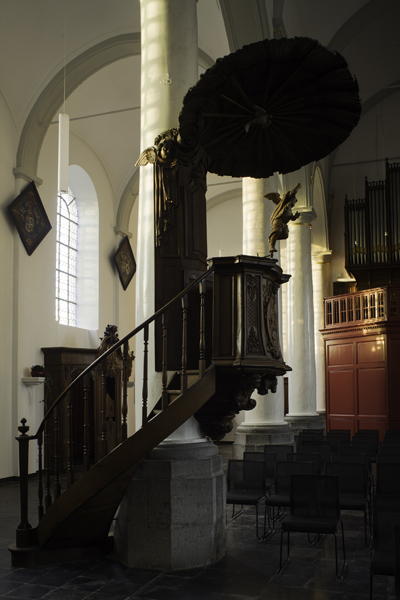
Interieur
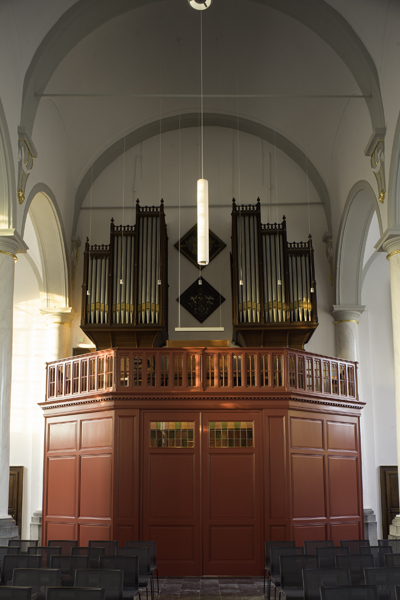
Orgel